# Lawlers Airport
Lawlers Airport är en flygplats i Australien. Den ligger i kommunen Leonora och delstaten Western Australia, omkring 620 kilometer nordost om delstatshuvudstaden Perth.
Trakten runt Lawlers Airport är nära nog obefolkad, med mindre än två invånare per kvadratkilometer.. 
Omgivningarna runt Lawlers Airport är i huvudsak ett öppet busklandskap. Genomsnittlig årsnederbörd är 325 millimeter. Den regnigaste månaden är januari, med i genomsnitt 93 mm nederbörd, och den torraste är augusti, med 3 mm nederbörd.